# Pellegrino Tonini
Pellegrino Tonini (Montevettolini, 9 marzo 1824 – Firenze, 11 novembre 1884) è stato un presbitero, numismatico e archeologo italiano.

## Biografia
Nato in Val di Nievole da Giovanni ed Elena Bini, entra e 17 anni nell'ordine dei serviti, prendendone l'abito il 19 settembre 1842 e i voti solenni sei anni dopo, nel convento dei Servi di Maria all'Annunziata di Firenze.
Nel 1865 pubblica un saggio sulla sorella: Vita di suor Vincenzia Tonini figlia della Carità di S. Vincenzio de' Paoli, per fr. Pellegrino Tonini.
Chiuso il convento con la legge del 1867, trova ospitalità presso il marchese Guasconi di cui educa i figli.
Pubblica i primi saggi di numismatica su il Bullettino di Numismatica Italiana e sul Periodico di Numismatica e Sfragistica.
Questi lavori, assieme alla Topografia generale delle zecche italiane, pubblicata nel 1869, gli valgono l'invito a collaborare alla commissione che si era creata per sistemare la collezione dei sigilli medievali presenti al Museo Nazionale di Firenze.
Della commissione facevano parte il marchese Carlo Strozzi, Luigi Passerini e Giovanni Francesco Gamurrini. Inizialmente restio ci volle l'intervento di Gino Capponi per convincerlo ad accettare l'invito. Accettatolo, fu eletto segretario e si dedicò alla risistemazione della collezione e al riordino dei 2387 sigilli. Ammalatosi nel settembre del 1881, non ebbe la possibilità di completare la pubblicazione del catalogo dei sigilli, che rimase incompiuto.

## Opere
- Topografia generale delle zecche italiane . Firenze, 1869.
- Il santuario della Santissima Annunziata di Firenze. Guida storico illustrativa compilata da un religioso dei Servi di Maria, Firenze, Tipografia di M. Ricci, 1876.
- Roma sotterranea cristiana descritta ed illustrata dal Comm. G. B. De Rossi: Esame critico. Firenze, 1879.